# Рандалл (Айова)
Рандалл (англ. Randall) — місто (англ. city) в США, в окрузі Гамільтон штату Айова. Населення — 154 особи (2020).

## Географія
Рандалл розташований за координатами 42°14′14″ пн. ш. 93°36′9″ зх. д. / 42.23722° пн. ш. 93.60250° зх. д. (42.237123, -93.602632).  За даними Бюро перепису населення США в 2010 році місто мало площу 1,07 км², уся площа — суходіл.

## Демографія
Згідно з переписом 2010 року, у місті мешкали 173 особи в 75 домогосподарствах у складі 50 родин. Густота населення становила 162 особи/км².  Було 79 помешкань (74/км²).
Расовий склад населення:
| - 99,4 % — білих - 0,6 % — азіатів |

До двох чи більше рас належало 0,0 %. Частка іспаномовних становила 0,0 % від усіх жителів.
За віковим діапазоном населення розподілялося таким чином: 22,5 % — особи молодші 18 років, 61,3 % — особи у віці 18—64 років, 16,2 % — особи у віці 65 років та старші. Медіана віку мешканця становила 44,5 року. На 100 осіб жіночої статі у місті припадало 108,4 чоловіків;  на 100 жінок у віці від 18 років та старших — 109,4 чоловіків також старших 18 років.
Середній дохід на одне домашнє господарство  становив 52 941 долар США (медіана — 43 750), а середній дохід на одну сім'ю — 61 460 доларів (медіана — 63 125). Медіана доходів становила 43 750 доларів для чоловіків та 36 250 доларів для жінок. За межею бідності перебувало 23,8 % осіб, у тому числі 65,9 % дітей у віці до 18 років та 0,0 % осіб у віці 65 років та старших.
Цивільне працевлаштоване населення становило 91 осіб. Основні галузі зайнятості: освіта, охорона здоров'я та соціальна допомога — 24,2 %, науковці, спеціалісти, менеджери — 15,4 %, виробництво — 9,9 %, публічна адміністрація — 8,8 %.